# Pietralata
Pietralata (italienska: Pietralata) är en komedifilm i antologiformat från 2008. Den regisserades av Gianni Leacche.
Filmens namn syftar på ett distrikt i östra Rom.